# Provincia Mae Hong Son
Mae Hong Son (în thailandeză แม่ฮ่องสอน) este o provincie (changwat) din Thailanda. Situată în regiunea de Nord, provincia Mae Hong Son are în componența sa 7 districte (amphoe), 45 de sub-districte (tambon) și 402 de sate (muban). 
Cu o populație de 248.748 de locuitori și o suprafață totală de 12.681,3 km2, Mae Hong Son este a 72-a provincie din Thailanda ca mărime după numărul populației și a 8-a după mărimea suprafeței.